# Cratere Matahina
Matahina  è un cratere sulla superficie di Venere.